# Uthayan
Uthayan är en tamilspråkig lankesisk dagstidning. Den är en av Sri Lankas få tamilspråkiga tidningar och den enda som publicerats kontinuerligt under inbördeskriget. Tidningen stöder tamilska nationella alliansen. Den läses av en femtedel av Jaffnahalvöns invånare.
Uthayan har inte låtit bli att publicera material som ses som kontroversiellt, och har därför utsatts för mycket våld. Två anställda dödades i maj 2006. Tidningens chefredaktör Gnagnasundaram Kuhanathan misshandlades medvetslös. I april 2013 tog sig beväpnade män in i ett kontor i Kilinochchi där de förstörde utrustning och var våldsamma mot anställda.
Uthayan fick 2013 Reportrar utan gränsers pressfrihetspris, tillsammans med uzbekiska journalisten Muhammad Bekjanov.